# Renfe série 590.209 à 214
Les autorails 9209 à 9214 forment une sous-série de 6 autorails de la Renfe, classés selon la numérotation actuelle (norme UIC) dans la sous-série 590.2.
Livrés par Ganz à la  compagnie du Nord de l'Espagne en 1937, ils sont reversés au parc de la Renfe lors de sa création. Une unité est « cannibalisée » en 1942 pour construire la motrice du Talgo I ; les autres cessent leur activité au milieu des années 1970. Parmi ces dernières, un exemplaire est conservé au musée des chemins de fer de Madrid ; les autres sont ferraillés en 1979.

## Caractéristiques
Disposant de deux bogies à deux essieux chacun, ces autorails sont équipés d'un moteur Diesel Ganz à six cylindres d'une puissance de 202 kW (275 ch) et d'une boîte de vitesses mécanique entraînant les deux roues d'un bogie. Ils disposent du freinage à air comprimé.
Leur capacité totale est de 65 places, dont 20 en classe supérieure. Ils possèdent un emplacement pour les bagages et deux toilettes.
Probablement peints en rouge et crème lors de leur mise en service à la compagnie del Norte, ils reçoivent la livrée gris argenté à filet vert quand ils sont reversés au parc de la Renfe.

## Historique et carrière
Ils ont été construits par Ganz à Budapest et livrés en 1937 à la compagnie du Nord de l'Espagne. Ils y étaient immatriculés WMD 201 à 206. Ils sont devenus pour la Renfe les 9209 à 9214, la série des 9200 regroupant aussi d'autres autorails de constructeurs différents, des Fiat Littorina et des Renault ABJ. Ils prennent plus tard les immatriculations 590-209 à 590-214 selon la numérotation UIC. Ils sont surnommés « grandes » (grands) pour les distinguer des autorails à essieux du même constructeur, dénommés « pequeños » (petits) et mis en service deux ans plus tôt.
À leur intégration dans le parce de la Renfe, ils sont affectés à Madrid d'où ils assurent la liaison vers Pampelune ou Soria. Mutés à Valence, ils se rendent à Barcelone, Madrid par Cuenca et Tolède et plus sporadiquement sur la ligne Villacañas - Santa Cruz de la Zarza. Leur dernière affectation est le dépôt d'Águilas, d'où ils rayonnent vers Murcie et l'est de l'Andalousie.
Un bogie et les organes moteurs de l'un de ces appareils (peut-être le 9210) sont utilisés en 1942 pour construire artisanalement la motrice du Talgo I.
L'autorail 9212 a été conservé par le Musée du chemin de fer de Madrid Delicias où il a été fortement dégradé. Tous les autres exemplaires encore existants ont été ferraillés en 1979.